# العلاقات الساموية الماليزية
العلاقات الساموية الماليزية هي العلاقات الثنائية التي تجمع بين ساموا وماليزيا.

## مقارنة بين البلدين
هذه مقارنة عامة ومرجعية للدولتين:
| وجه المقارنة                                              | ساموا                        | ماليزيا       |
| --------------------------------------------------------- | ---------------------------- | ------------- |
| المساحة (كم2)                                             | 2.84 ألف                     | 330.29 ألف    |
| عدد السكان (نسمة)                                         | 196.44 ألف                   | 31.62 مليون   |
| الكثافة السكانية (ن./كم²)                                 | 69.17                        | 95.73         |
| العاصمة                                                   | أبيا                         | كوالالمبور    |
| اللغة الرسمية                                             | لغة إنجليزية، اللغة الساموية | لغة ماليزية   |
| العملة                                                    | تالا ساموي                   | رينغيت ماليزي |
| الناتج المحلي الإجمالي (بليون دولار)                      | 856.63 مليون                 | 314.50 مليار  |
| الناتج المحلي الإجمالي (تعادل القوة الشرائية) بليون دولار | 1.15 مليار                   | 817.43 مليار  |
| الناتج المحلي الإجمالي الاسمي للفرد دولار أمريكي          | 3.94 ألف                     | 9.77 ألف      |
| الناتج المحلي الإجمالي للفرد دولار أمريكي                 | 5.79 ألف                     | 25.64 ألف     |
| مؤشر التنمية البشرية                                      | 0.702                        | 0.779         |
| رمز المكالمات الدولي                                      | +685                         | +60           |
| رمز الإنترنت                                              | .ws                          | .my           |
| المنطقة الزمنية                                           | ت ع م+13:00                  | ت ع م+08:00   |

## منظمات دولية مشتركة
يشترك البلدان في عضوية مجموعة من المنظمات الدولية، منها:
| علم المنظمة | اسم المنظمة                               | تاريخ انضمام ساموا | تاريخ انضمام ماليزيا |
| ----------- | ----------------------------------------- | ------------------ | -------------------- |
|             | بنك التنمية الآسيوي                       | 1966               | 1966                 |
|             | مؤسسة التنمية الدولية                     | 28 يونيو 1974      | 24 سبتمبر 1960       |
|             | يونسكو                                    | 3 أبريل 1981       | 16 يونيو 1958        |
|             | وكالة ضمان الاستثمار متعدد الأطراف        | 27 سبتمبر 2002     | 6 ديسمبر 1991        |
|             | الأمم المتحدة                             | 15 ديسمبر 1976     | 17 سبتمبر 1957       |
|             | دول الكومنولث                             | ?                  | ?                    |
|             | الاتحاد البريدي العالمي                   | ?                  | ?                    |
|             | البنك الدولي للإنشاء والتعمير             | 28 يونيو 1974      | 7 مارس 1958          |
|             | الاتحاد الدولي للاتصالات                  | 7 أكتوبر 1988      | 3 فبراير 1958        |
|             | منظمة حظر الأسلحة الكيميائية              | ?                  | ?                    |
|             | مؤسسة التمويل الدولية                     | 28 يونيو 1974      | 20 مارس 1958         |
|             | المركز الدولي لتسوية المنازعات الاستشارية | 25 مايو 1978       | 14 أكتوبر 1966       |
|             | منظمة التجارة العالمية                    | ?                  | ?                    |
|             | منظمة الشرطة الجنائية الدولية             | ?                  | ?                    |

## وصلات خارجية
- موقع وزارة الخارجية الماليزية